# Mariana Weissmann
Mariana Weissmann (Buenos Aires; 17 de diciembre de 1933) es una profesora e investigadora de física argentina, conocida por sus aportes pioneros al cálculo de las propiedades de los materiales.

## Trayectoria
Se doctoró en Física en 1965 por la Universidad de Buenos Aires, y realizó un posgrado en el California Institute of Technology. Fue la primera argentina en recibir el premio L'Oréal-UNESCO a Mujeres en Ciencia en 2003. También recibió el Premio Konex en 2003 en Física.
Luego de que el 29 de julio de 1966 profesores de la Universidad de Buenos Aires fueran desalojados por parte de la Policía Federal bajo órdenes de Ongania, quien lideraba la dictadura cívico-militar argentina llamada «Revolución Argentina», en lo que después se denominó «Noche de los Bastones Largos», renunció a su cargo en el departamento de meteorología y se fue del país hasta 1972. Durante su período fuera del país ejerció como académica de la Facultad de Ciencias de la Universidad de Chile.
Su tema de trabajo es el estudio teórico y la simulación numérica de las propiedades de materiales sólidos.
Sus trabajos en física computacional de la materia condensada, sobre la formación del hielo, abrieron la posibilidad de sembrar las nubes para provocar lluvia. Se interesó en las superficies de silicio, su interacción con átomos de carbono y también en moléculas nuevas como los fulerenos dopados.
Ha dirigido numerosas tesis doctorales y publicado más de 120 trabajos de investigación en revistas especializadas y mantenido convenios de cooperación con colegas de Chile, Francia y España.
En 2003 recibió en Francia el Premio L'Oréal Unesco por las mujeres en la ciencia en la categoría Latinoamérica, ganando entre 125 postulantes de más de 40 países y se convirtió así en la primera argentina en recibirlo desde su creación, en 1998.
Es investigadora superior en el Consejo Nacional de Investigaciones Científicas y Técnicas (CONICET), y trabaja desde 1972 en la Comisión Nacional de Energía Atómica de Argentina. Desde 2001 es representante Argentina en el Centro Latinoamericano de la Física.

## Premios y reconocimientos
- 2003ː Premio L´Oréal-Unesco Mujeres en la Ciencia.[1][9]
- 2003: Premio Konex en Física.[6]
- 2010: Socia Honoraria de la Asociación Física Argentina.[10]
- 2010ː UBA - Medalla del Bicentenario, bajo el programa Puertas del Bicentenario y el Ministerio de Cultura de la Ciudad de Buenos Aires.[11]